# 33e division d'infanterie Acqui
La 33e division division d'infanterie « Acqui » est une unité militaire du Regio Esercito qui pendant la Seconde Guerre mondiale est anéantie par la Wehrmacht lors du massacre de Céphalonie et par la suite reconstituée.

## Histoire
Créée le 25 octobre 1831 sous le nom de « brigade Acqui », dont le nom provient de la localité d'Acqui Terme, se compose alors de deux régiments, le 1er et le 2e régiment d'infanterie.
La brigade tire ses origines du régiment Desportes, établi en 1703 dans le royaume de Sardaigne, qui changea plusieurs fois de nom, combattant en 1796 la campagne d'Italie contre Napoléon Bonaparte sous le nom de « régiment d'Alexandrie », dissoute en 1798, puis reconstituée en 1814 sous le nom de régiment d'Alexandrie, devenant l'année suivante « brigade Alexandrie », dissoute le 31 mai 1821 pour sa participation aux mouvements insurrectionnels du Piémont. L'état-major de la Brigade est inséré dans le IIIe Bataillon, prenant en 1831 la dénomination « 1er régiment (brigade Acqui) », dissoute en 1871, puis reformée en 1881 sous le nom 17e régiment d'infanterie « Acqui ».
Pendant la Première Guerre mondiale, la brigade Acqui est envoyée au combat sur l'Isonzo inférieur et à Monfalcone, concluant la guerre à Trente.
Dissoute le 15 octobre 1926, elle est reconstituée en août 1939 sous le nom « 33e division d'infanterie Acqui » ; en 1940, la 18e légion d'assaut « Chemises noires » lui est ajoutée.

### 1940 - 1943

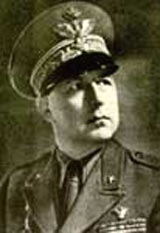
Antonio Gandin

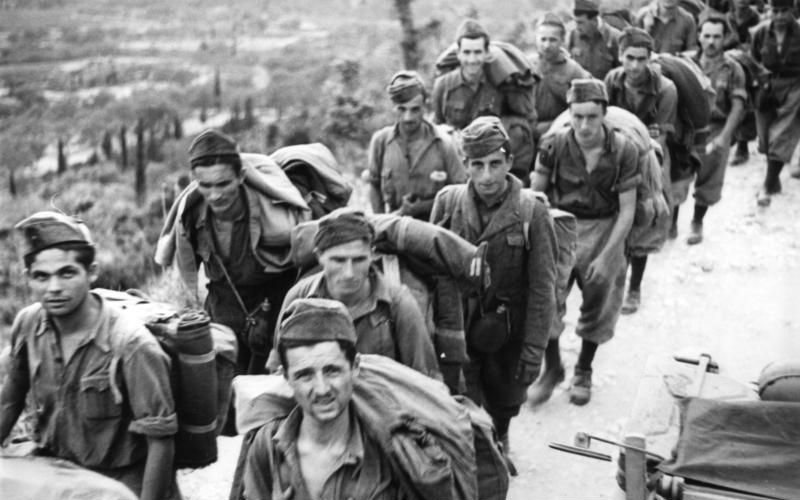
Soldats italiens prisonniers par les Allemands à Corfou en avril 1943

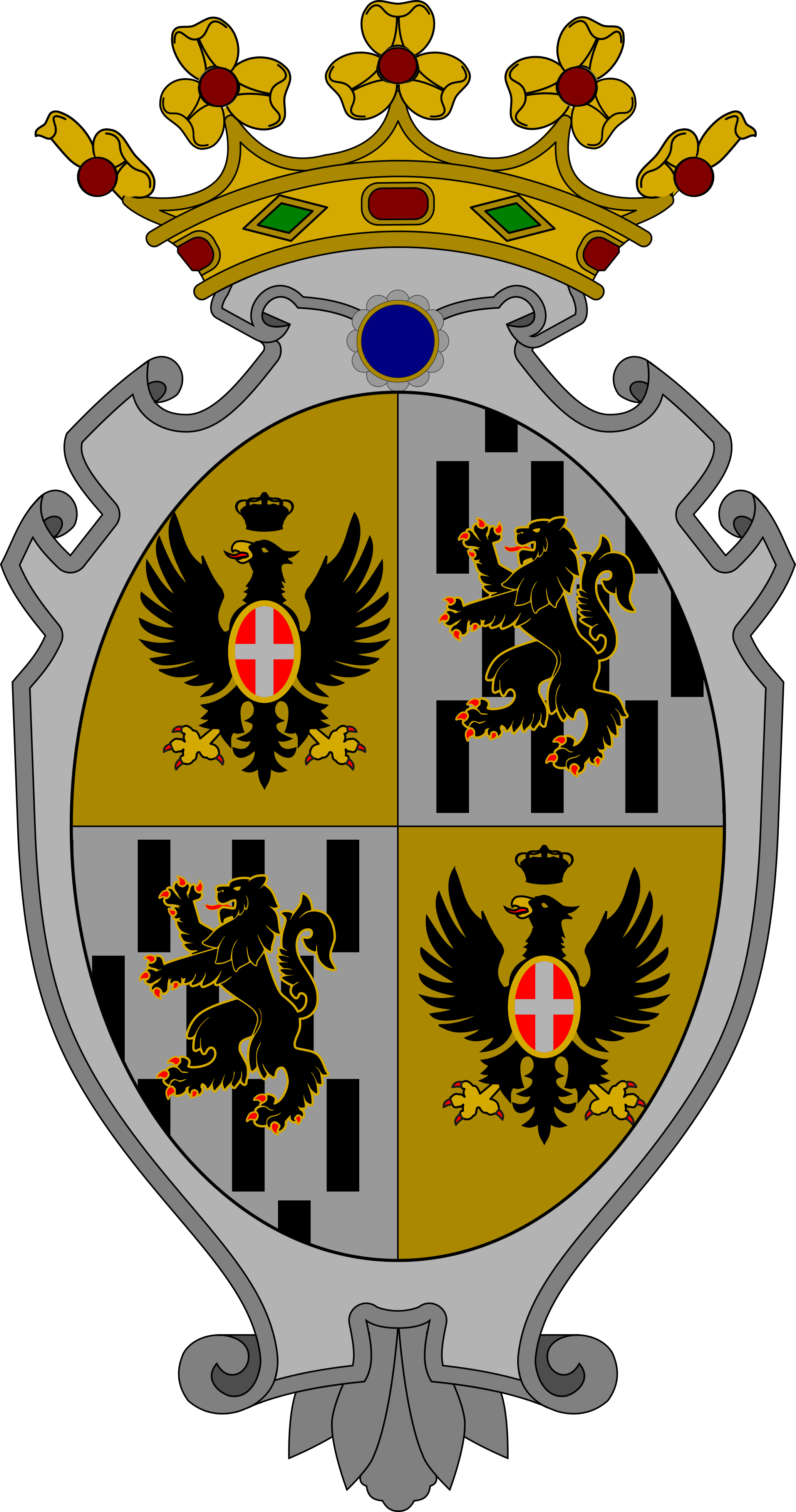
Armoiries du d'infanterie "Acqui", 1939

En juin 1940, la Division est située le long de la frontière avec la France, dans la valle Stura (it) (secteur Colle del Ferro- Argentera - Col de Larche - Col Ruberent) ; du 23 au 24 juin, la elle participe à la bataille des Alpes occidentales, occupant le bassin de la Condamine et du Val Ubajette et après l' Armistice de Villa Incisa elle est transférée en Vénétie.
Le transfert de l'« Acqui  » en Albanie commence 6 décembre 1940 ; le 18 décembre, la Division est déployée sur le front gréco-albanais, entre la région de Himara et la vallée de Shishitza. Dans les jours qui suivent elle participe aux premiers combats, visant à arrêter l'offensive grecque contre Vlora. En janvier 1941, la Division prend part aux affrontements pour le contrôle de la piste muletière de Qafa et Gurt, perdue et reprise à plusieurs reprises. En février, elle est déployée en Val Shushitza-Smokthina prenant en mars le mont Kocos. En avril, avec l'intervention allemande contre la Grèce, les forces italiennes lancent l'offensive finale ; les « Acqui » attaquent le 14 avril les positions helléniques à Bolena, dans la région de Vranishta et sur le mont Messimerit et le 20 avril atteignent Saranda, puis progressent en Épire du Sud, occupant Igoumenítsa et Murtos. Les pertes de division pendant la campagne de Grèce du 20 décembre 1940 au 23 avril 1941 s'élèvent à un total de 481 morts, 1 163 disparus, 1 361 blessés et 672 gelés.
Après la fin de la campagne de Grèce, la division est transférée aux îles Ioniennes, les effectifs sont répartis entre Corfou, pour le 18e Régiment d'Infanterie, commandé par le colonel Luigi Lusignani, et le 33e Régiment d'Artillerie, et la Céphalonie pour le reste.
En 1942, la division Acqui poursuit son activité de défense côtière des îles Ioniennes et au cours de l'été 1942, le commandement divisionnaire s'installe à Leucade, puis en Céphalonie.
Depuis mai 1943, la 33e division d'infanterie « Acqui » constitue la garnison italienne de Céphalonie, une île côtière de la mer Ionienne face au golfe de Patras. La division est rejointe par le 317e régiment d'artillerie.
Elle est composée de deux régiments d'infanterie (les 17e et 317e), du 33e régiment d'artillerie, de la 27e légion de Chemises noires, du 19e bataillon de Chemises Noires et d'unités de soutien. De plus, le 18e régiment est détaché à des tâches de garnison à Corfou. « Acqui » avait aussi des batteries côtières, des vedettes lance-torpille et deux avions. Elle comprenait 11 500 soldats et 522 officiers et, depuis le 18 juin 1943, était commandée par le général Antonio Gandin, âgé de 52 ans, vétéran du front de l'Est et décoré de la Croix de fer.
La division est en défense côtière jusqu'au 8 septembre 1943 date de l'Armistice de Cassibile. Après le 8 septembre, la division résiste aux injonctions allemandes de capitulation et entame une bataille sanglante qui dure jusqu'au 24 septembre, date à laquelle elle est officiellement dissoute. Après leur reddition, les survivants sont décimés par les tirs ou fusillés. Un sort amer similaire est réservé à ceux qui se sont échappés. 3 116 soldats perdent la vie lors de ces événements.

## Histoire récente

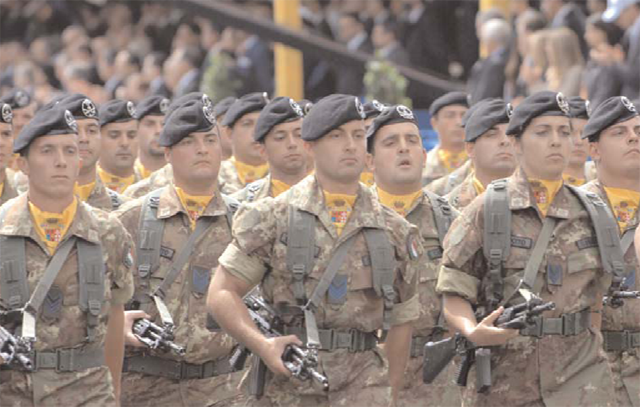
Parade de la division « Acqui » en 2007.

L'unité est reconstituée au niveau de brigade sous le nom de « brigade motorisée « Acqui » » le 1er octobre 1975 puis reconfigurée en « brigade mécanisée », sous le nom de « brigade mécanisée « Acqui » » le 1er octobre 1991 et est utilisée depuis 1992 à plusieurs reprises dans l'opération Vêpres Siciliennes jusqu'à sa dissolution le 30 juin 1996.
En 2002, la division Acqui est reconstituée par la réorganisation de la 3e division Celere sans affectation en temps de paix intervenant à l'étranger dans des missions militaires de maintien de la paix, encadrant des unités au niveau des brigades et services.
En 2016, à la suite de la réorganisation de la structure de commandement de l'armée italienne, la division « Acqui » prend le commandement des brigades « Grenadiers de Sardaigne », « Aosta », « Pinerolo », « Sassari », « Garibaldi » et du commandement tactique et de soutien, ce dernier au niveau régimentaire, au même siège à San Giorgio a Cremano (Naples). Parallèlement aux tâches découlant de la prise en charge des cinq brigades d'infanterie, qui représentent au total une quarantaine d'unités au niveau du régiment, elle continue d'assurer le commandement et la planification lors de missions nationales et internationales.